# Borderterrier
Borderterrier är en hundras från Storbritannien. Den är en terrier vars traditionella bruksområde varit grytjakt på rödräv. Därför kan rasen vara tuff och envis för sin storlek. Rasen härstammar från dalgångarna i Cheviotbergen, i gränstrakterna – "The Border District" – mellan Skottland och England, därav namnet borderterrier, av engelska border som betyder gräns. I hemlandet hör den till de populäraste hundraserna.

## Historia
Borderterriern räknas som den minst förädlade terriern; dess typ går att spåra tillbaka till en målning från 1750 som visar en typisk borderterrier i en jaktscen. En uppfödarfamiljs hundar skall ha stamtavlor som går ända tillbaka till 1723. Borderterriern härstammar från olika lantrashundar i trakterna kring Cheviot Hills. Dessa har gått under namn som Rothbury Terrier, Reedwater Terrier, Coquetdale Terrier, Elterwater Terrier och Ullswater Terrier. Uppfödarna gjorde sig ingen brådska med att få rasen erkänd eftersom jaktegenskaperna stod i centrum. Först 1920 erkändes borderterriern av den brittiska kennelklubben the Kennel Club. Samma år bildades en rasklubb och rasstandarden skrevs.

## Egenskaper
Borderterriern skulle ursprungligen orka med att följa jaktlaget under en hel dag, och ändå ha krafter kvar att gå ner i gryt om räven tog sin tillflykt dit. Därför behövdes en högbent, snabb och uthållig hund som var tillräckligt smidig för att ta sig igenom trånga passager. Den skulle också vara intelligent och självständig, samt kunna samsas med andra jakthundar i flocken.
Borderterrierns användning numera, förutom som sällskapshund, är primärt som grythund, och då kanske främst på räv. Den är även lämpad för eftersök, vilket torde vara en uppenbar användning när en räv har tagit lega i ett gryt. Emellertid är det inte ovanligt att borderterrierer kan vara goda eftersökshundar även då det gäller annat vilt. De är även mycket bra som stötande hundar eller kortdrivande hundar.
Rasen är egensinnig, självständig, godmodig och ettrig. Den är mycket snäll mot barn och katter som lever inom familjen. Utanför familjekretsen ser den ofta katter och andra smådjur som jaktbyte. En borderterrier samsas och leker gärna med andra hundar. Borderterriern är en utmärkt familjehund. Storleken gör den också behändig, och man får "mycket hund i liten förpackning". Borderterriern är en populär agilityhund, där den är snabb och följsam. Den är lättlärd och vill gärna vara sin förare till lags och passar därför också bra att träna lydnad med.

## Utseende
Borderterriern ska vara rörlig, uthållig och kunna gå i gryt. Huvudet skall likna en utters med ett kort och kraftigt nosparti. Rasen ska ha små, v-formade öron som ligger framåtvikta tätt intill kinderna. Kroppen bör vara smal och ganska lång, men ändå muskulös. Svansen ser ut lite som en morot; ganska kort och tjock vid roten, därefter avsmalnande. Den ska vara högt hållen, men inte böjd över ryggen. Pälsen skall vara sträv och tät, med tätt intilliggande underull.
Vikten för hanhundar ska enligt rasstandarden ligga på 6–7 kg och för tikar 5–6,5 kg, men i verkligheten är genomsnittsvikten dessvärre något högre. Idag är det inte ovanligt att en tik väger runt 8 kg och en hanhund omkring 10 kg, vilket är till stor nackdel vid grytjakt.
Borderterriern räknas som lättskött. Den kräver inte mycket borstning eller trimning.

## Hälsa
Enligt rasklubbens hälsoenkät år 2000 har rasen ett gott hälsoläge och ligger i försäkringsbolagens näst billigaste klass. De vanligaste dödsorsakerna är ålderskrämpor och trafikolyckor. Rasen har inte haft problem med inavel eller ärftliga sjukdomar.